# Muhammad ibn Mardanish
Abū ʿAbd Allāh Muḥammad ibn Saʿd ibn Muḥammad ibn Aḥmad ibn Mardanīsh al-Judhāmī, in arabo أبو عبد الله محمد بن سعد بن محمد بن أحمد بن مردنيش الجذامي‎? (Peñíscola, 1124 – Murcia, marzo 1172), è stato signore musulmano di alcune regioni di al-Andalus (Spagna islamica), tra la fine dell'impero almoravide e l'ascesa di quello almohade, al quale egli si oppose.

## Biografia

### Origine e ascesa al potere
Discendente da una famiglia di aristocratici Muladi di origini morarabe, il suo nome Mardanīsh potrebbe essere l'arabizzazione del nome comune spagnolo o aragonese "Martínez" o "Martínes", o del greco Mardonios.
Suo padre, Saʿd ibn Mardanīsh, era stato governatore di Fraga per conto degli Almoravidi e aveva combattuto contro Alfonso I d'Aragona nel 1134. Un suo zio, ʿAbd Allāh b. Muḥammad, era stato luogotenente di ʿAbd Allāh b. ʿIyāḍ, un militare che aveva preso il controllo di Murcia e Valencia, ribellandosi agli Almoravidi.
Con l'inizio della disintegrazione del Sultanato almoravide, e la morte di Ibn ʿIyāḍ (agosto 1147), Muḥammad ibn Mardanīsh salì al potere a Murcia e Valencia.
Ibn Mardanīsh per garantire il suo trono assoldò dei mercenari cristiani, accettando anche di pagare dei tributi ai regni cristiani del nord, firmò trattati commerciali con la Repubblica di Pisa e la Repubblica di Genova. In seguito lasciò il governo di Valencia al fratello Yūsuf ibn Mardanīsh e stabilì la sua capitale a Murcia.
Con il sostegno di suo suocero Ibrāhīm ibn Hamushk (Hemochico nelle cronache cristiane), sfidando apertamente gli Almohadi, riuscì ad estendere il suo dominio su Jaén, Baeza, Guadix, Écija e Carmona (1159) minacciando Cordova e assediando Siviglia, conquistò per un breve periodo anche Granada (da gennaio a luglio 1162).

### Alleanze con i regni cristiani
Ibn Mardanīsh (chiamato il Re Lupo, Rey Lobo, dai cristiani) non esitò ad assumere al suo servizio mercenari cristiani e a pagare tributi a Raimondo Berengario IV di Barcellona e ad Alfonso II d'Aragona per espandere i propri domini in al-Andalus a spese degli Almohadi.
Tuttavia, concentrandosi sulle sue campagne a sud, non fu in grado di evitare che Raimondo Berengario IV si impossessasse di Tortosa (1148), Lleida (1149) e Fraga (1149).
Successivamente, tra il 1165 e il 1168, in cambio di aiuti militari contro gli Almohadi, Ibn Mardanīsh cedette il territorio di Albarracín al Signore di Estella, Pedro Ruiz de Azagra. Questo territorio diventerà la signoria di Albarracín, un territorio sovrano incastonato tra il Regno d'Aragona e il Regno di Castiglia, in mano ad un vassallo del Regno di Navarra.

### Politica economica

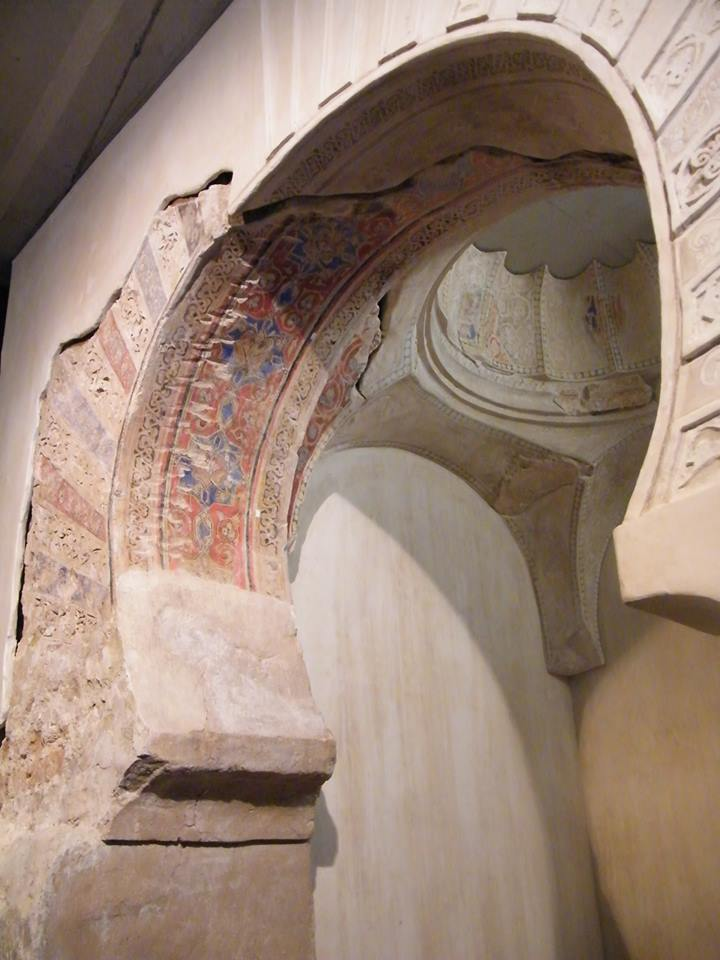
Miḥrāb dell'Alcazar di Murcia, costruito durante il regno di Ibn Mardanīsh.

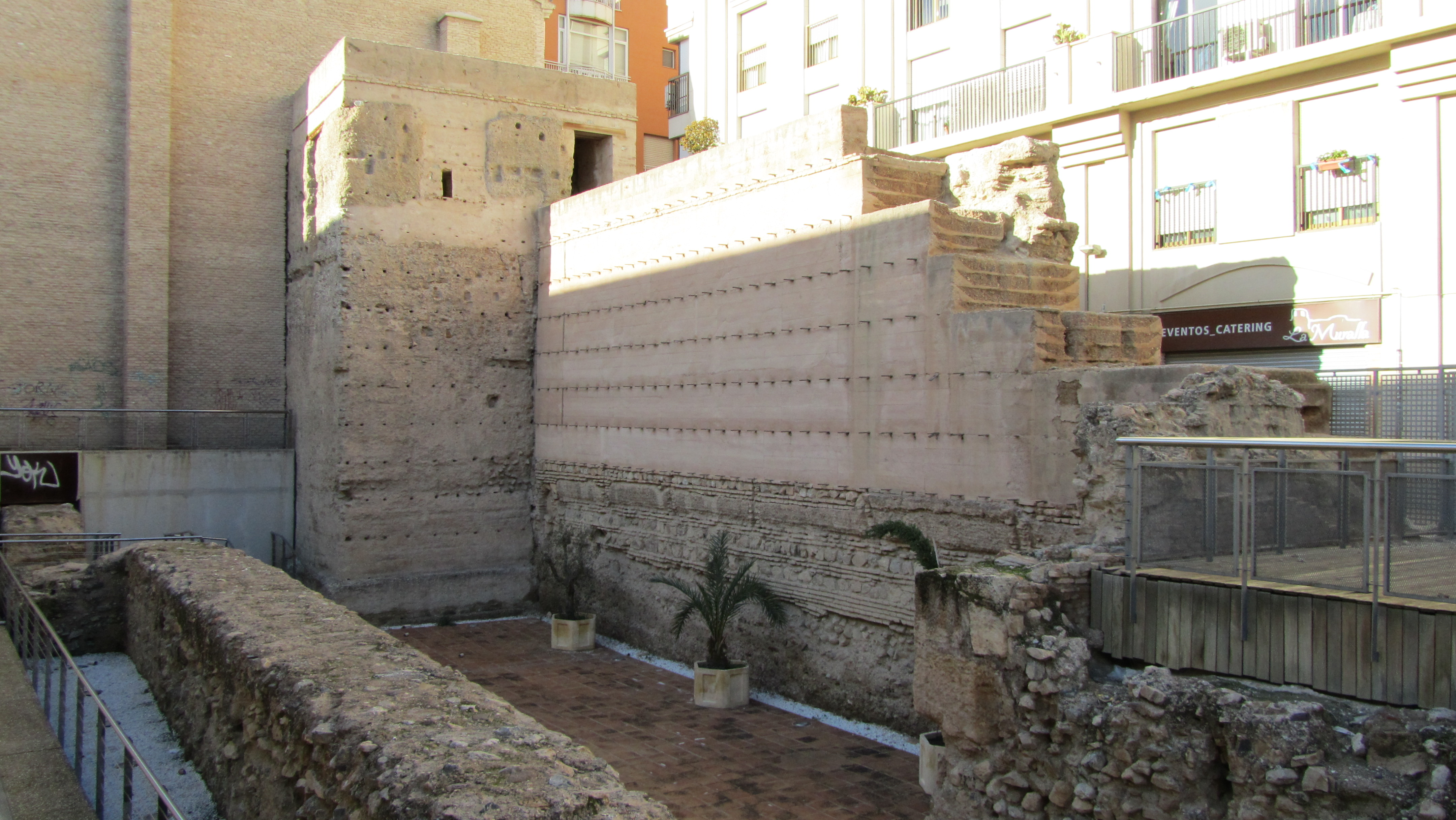
Rovine delle mura di Murcia.

Durante il governo di Ibn Mardanīsh, la città di Murcia raggiunse un immenso livello di splendore, e la sua moneta divenne tra le più potenti in Europa. La prosperità della città era basata sull'agricoltura, grazie all'utilizzo di una complessa rete idrologica (fossati, dighe, pozzi, acquedotti) nel fiume Segura.
L'artigianato di Murcia raggiunse un grande sviluppo e prestigio, tanto che la ceramica della città cominciò ad essere esportata nelle repubbliche italiane. In questo periodo a Murcia veniva lavorata la seta e fabbricata la carta. Vennero costruiti numerosi edifici come simbolo del potere statale, come il Castello di Monteagudo e il Palazzo chiamato al-Dār al-sughrā (Piccola residenza).
Per difendere Murcia degli attacchi almohadi, Ibn Mardanīsh fece rafforzare ed estendere le mura della città.

### Declino del regno: conquista almohade
Le tensioni peggiori con gli Almohadi cominciarono dopo che Ibn Mardanīsh attaccò e conquistò Granada nel gennaio 1162, venendo cacciato pochi mesi dopo, nel giugno dello stesso anno. Ma una vera reazione almohade ci fu solo dopo che Ibn Mardanīsh assediò Cordova nel 1165 e si mise in marcia verso Siviglia, a questo punto il califfo almohade Abū Yaʿqūb Yūsuf I mandò un grosso esercito di rinforzo dal Maghreb, che attraversò lo stretto di Gibilterra e si mise in marcia verso Murcia.
Un paio di giorni più tardi, Ibn Mardanīsh subì una pesante sconfitta nella valle del Guadalentín. Le mura inespugnabili della città di Murcia protessero Ibn Mardanīsh, quello che rimaneva del suo esercito e la popolazione della città, ma i lussuosi palazzi e giardini dell'emiro e dei nobili furono saccheggiati e distrutti. Questa fu la prima grave battuta d'arresto per il sovrano.
Nel giugno 1169, il suo genero Ibn Hamushk, che era stato uno dei suoi principali alleati, adottò le dottrine almohadi, sottomettendosi e facilitando loro la conquista della regione orientale di al-Andalus (Sharq al-Andalus). Ciò portò Ibn Mardanīsh ad iniziare nuove campagne per cercare di annettere territori strategici non ancora caduti in mano almohade, ciò spinse il governatore di Almería, Abd Allah ibn Sa'd, e il governatore di Alzira, Aḥmad ibn Muḥammad ibn Jaʿar ibn Sufyān a sottomettersi agli Almohadi (1170).
L'esercito almohade assediò nuovamente Murcia nel settembre 1171. Nemmeno questa volta gli Almohadi riuscirono ad espugnare la città, ma gran parte delle popolazioni dei villaggi circostanti iniziò a giurare fedeltà agli Almohadi, espellendo i mercenari cristiani, sperando di porre fine a una guerra che si stava protraendo per troppo tempo e di vedersi ridurre le pesanti tassazioni imposte da Ibn Mardanīsh per sostenere le sue campagne militari. Il fratello di Muḥammad ibn Mardanīsh, Yūsuf ibn Mardanish, vedendo che la situazione stava precipitando, si arrese e consegnò la Taifa di Valencia agli Almohadi.
 Muḥammad b. Mardanīsh morì nel marzo 1172, il suo figlio e successore Abu l-Qamar Hilāl, vedendo il duro assedio a cui era sottoposta Murcia e vedendo che non aveva più alleati, si affrettò a giurare fedeltà agli Almohadi, dichiarandosi loro vassallo, rimanendo governatore della città.